# World of Warcraft: Cataclysm
World of Warcraft: Cataclysm este cea de-a treia expansiune a jocului de rol online masiv multiplayer (MMORPG) World of Warcraft (WoW), dezvoltată de Blizzard Entertainment. Lansată pe 7 decembrie 2010, această expansiune a adus schimbări majore în universul jocului, atât în termeni de gameplay, cât și de poveste.

## Istoric și Dezvoltare
Anunțată oficial pe 21 august 2009 la BlizzCon, Cataclysm a fost dezvoltată pentru a reîmprospăta și revigora conținutul jocului de bază, World of Warcraft, lansat în 2004. După succesul precedentelor expansiuni, The Burning Crusade și Wrath of the Lich King, Blizzard a dorit să aducă schimbări semnificative care să reînnoiască interesul jucătorilor veterani și să atragă noi jucători.

## Poveste și Lore

### Cataclismul
Titlul "Cataclysm" se referă la un eveniment devastator provocat de reîntoarcerea dragonului aspect Deathwing the Destroyer (Năruitorul). Deathwing, cunoscut anterior sub numele de Neltharion the Earth-Warder, fusese corupt de puterile întunecate ale Old Gods și plănuia să distrugă și să refacă lumea după propria sa voință.
Eliberarea sa din Deepholm a provocat schimbări masive în geografia Azerothului. Multe zone din jocul original au fost refăcute pentru a reflecta distrugerile și schimbările aduse de cataclism. Orașele și regiunile familiare jucătorilor au fost devastate, inundate sau transformate, oferind o perspectivă nouă și provocatoare asupra lumii jocului.

## Noile Rase
Expansiunea a introdus două noi rase jucabile: Worgen pentru Alianță și Goblini pentru Hoardă.
- Worgen sunt vârcolaci originari din regatul Gilneas, care a fost izolat de restul lumii. Jucătorii pot explora povestea captivantă a blestemului Worgen și a luptei pentru recâștigarea controlului asupra naturii lor sălbatice.
- Goblini sunt cunoscuți pentru inteligența lor mecanică și afacerile lor dubioase. Provenind din insula Kezan și cartierul lor general Undermine, Goblinii oferă o combinație unică de umor și ingeniozitate tehnologică.

## Caracteristici și Schimbări Majore

### Refacerea Vechelor Zone
Una dintre cele mai semnificative schimbări a fost refacerea vechilor zone din Azeroth. Zone precum Barrens, Darkshore și Thousand Needles au fost transformate pentru a reflecta consecințele cataclismului. Această modificare a oferit jucătorilor veterani motive să reviziteze locuri familiare și să experimenteze conținut nou.

### Nivel Maxim Ridicat
Nivelul maxim al personajelor a fost crescut de la 80 la 85, introducând noi zone de nivel înalt precum Mount Hyjal, Uldum, Deepholm, Twilight Highlands și Vashj'ir. Fiecare dintre aceste zone aducea cu sine noi questuri, temnițe și raiduri.

### Sistemul de Talente și Abilități
Sistemul de talente a fost revizuit pentru a oferi jucătorilor mai multe opțiuni de personalizare și specializare a personajelor. Aceste schimbări au fost menite să facă jocul mai accesibil pentru noii veniți, dar și să ofere provocări strategice pentru veterani.

### Guild Perks și Leveling
Sistemul de ghilde a fost îmbunătățit, permițând ghildelor să progreseze și să deblocheze diverse beneficii (perks) pe măsură ce membrii lor finalizau activități în joc. Aceasta a adăugat un nou strat de cooperare și competiție între ghilde.

### Flying in Azeroth
Pentru prima dată, jucătorii au putut să folosească mounturi zburătoare în vechile continente, oferind o modalitate nouă și interesantă de a explora Azerothul.

### Dungeon Finder și Raid Finder
Cataclysm a îmbunătățit sistemul de Dungeon Finder introdus în Wrath of the Lich King și a introdus Raid Finder, facilitând accesul jucătorilor la conținutul de grup și raiduri.

## Recepție și Impact
Cataclysm a fost în general bine primit de critici și jucători, fiind lăudat pentru noutățile aduse și pentru curajul de a transforma semnificativ jocul. Cu toate acestea, unii jucători au fost de părere că dificultatea crescută a raidurilor și dungeon-urilor era prea mare comparativ cu expansiunile anterioare.

### Premii și Recunoaștere
Expansiunea a primit numeroase premii și a fost recunoscută pentru inovațiile și îmbunătățirile sale în cadrul industriei jocurilor video.

### Vânzări
Cataclysm a avut un debut de succes, vânzând peste 3.3 milioane de copii în primele 24 de ore de la lansare, stabilind un nou record la acea vreme pentru cea mai rapid vândută expansiune a unui joc de PC.

## Moștenire
Cataclysm a avut un impact de durată asupra evoluției World of Warcraft, influențând modul în care Blizzard a dezvoltat și a lansat expansiunile ulterioare. A marcat o tranziție în filosofia de design a jocului, punând accent pe accesibilitate și pe îmbunătățirea constantă a experienței jucătorilor.
În concluzie, World of Warcraft: Cataclysm rămâne o piatră de hotar în istoria jocurilor MMO, demonstrând capacitatea unui joc de lungă durată de a se reinventa și de a menține interesul unei comunități globale de jucători.

## Legături externe
- World of Warcraft - mituri si legende
- Site web oficial (SUA)
- Site web oficial (Europa)
- World of Warcraft: Cataclysm la Internet Movie Database